# Drapetisca socialis
Espèce
Synonymes
- Linyphia socialis Sundevall, 1833
- Linyphia annulipes Blackwall, 1833
- Linyphia tigrina Wider, 1834
- Linyphia sepium C. L. Koch, 1837

Drapetisca socialis est une espèce d'araignées aranéomorphes de la famille des Linyphiidae.

## Distribution
Cette espèce se rencontre en zone paléarctique.

## Habitat
Cette araignée fréquente souvent les troncs de hêtre.

## Description

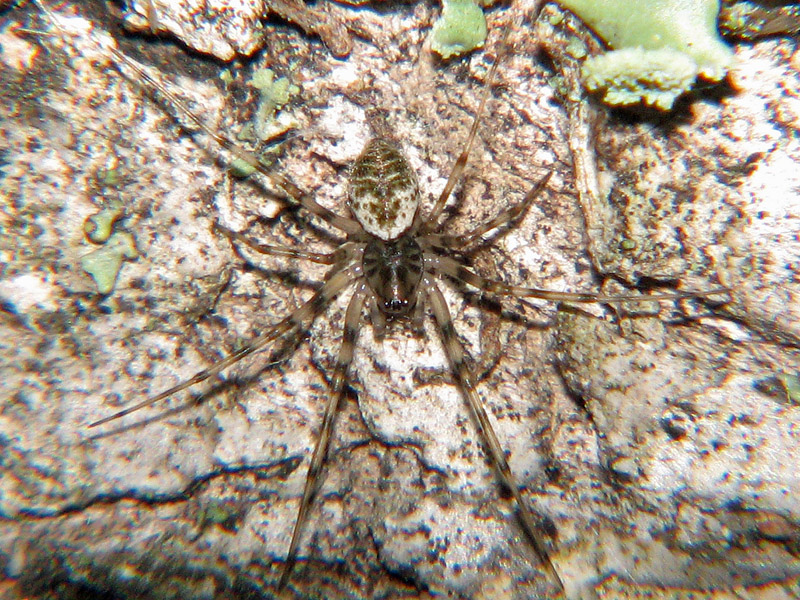
Drapetisca socialis

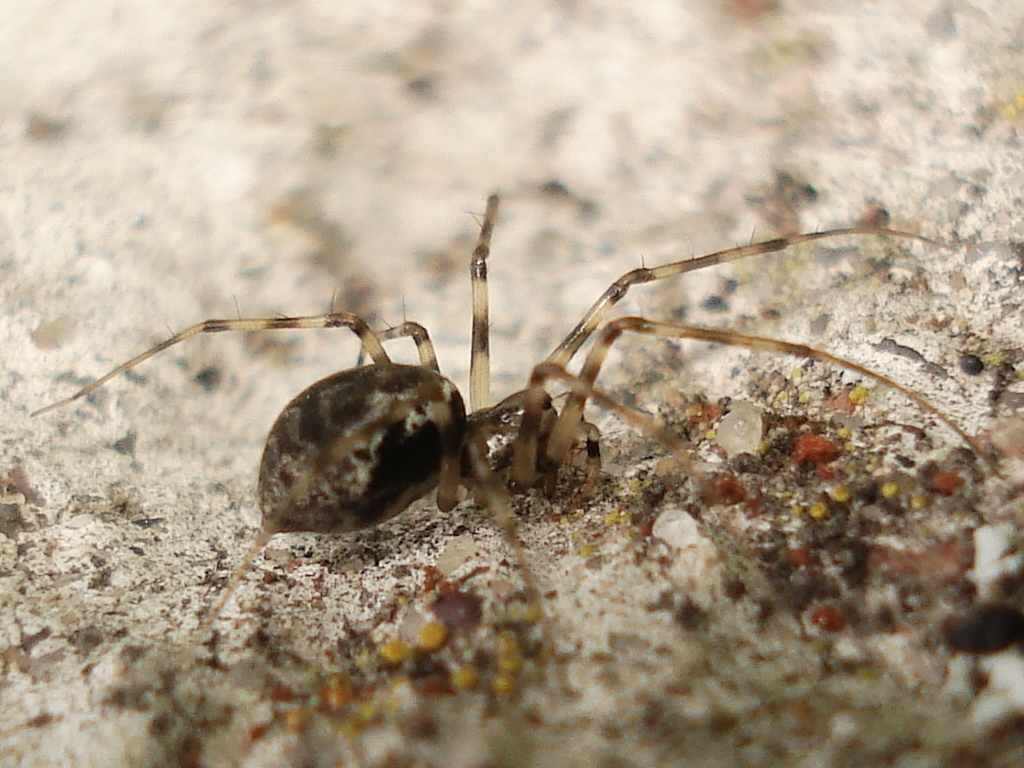
Drapetisca socialis

Les mâles mesurent de 3,5 à 4,0 mm et les femelles de 3,5 à 5,2 mm.

## Publication originale
- Sundevall, 1833 : Svenska spindlarnes beskrifning. Fortsättning och slut. Bihang till Kongliga Svenska Vetenskaps-Akademiens Handlingar, vol. 1832, p. 172-272 (texte intégral).